# كاتدرائية القديس بارثولوميو
كاتدرائية القديس بارثولوميو (باللغة التشيكية: Katedrála svatého Bartoloměje). كانت تُعرف في الأصل باسم كنيسة القديس بارثولوميو، هي كنيسة قوطية تقع في الساحة الرئيسية في مدينة بلزن، جمهورية التشيك. يُعتقد أنها تأسست مع المدينة حوالي عام 1295. أصبحت الكنيسة كاتدرائية في عام 1993 عندما تم إنشاء أبرشية بلزن الرومانية الكاثوليكية. تم تصنيفها كمعلم ثقافي وطني في جمهورية التشيك في عام 1995.

## معرض الصور

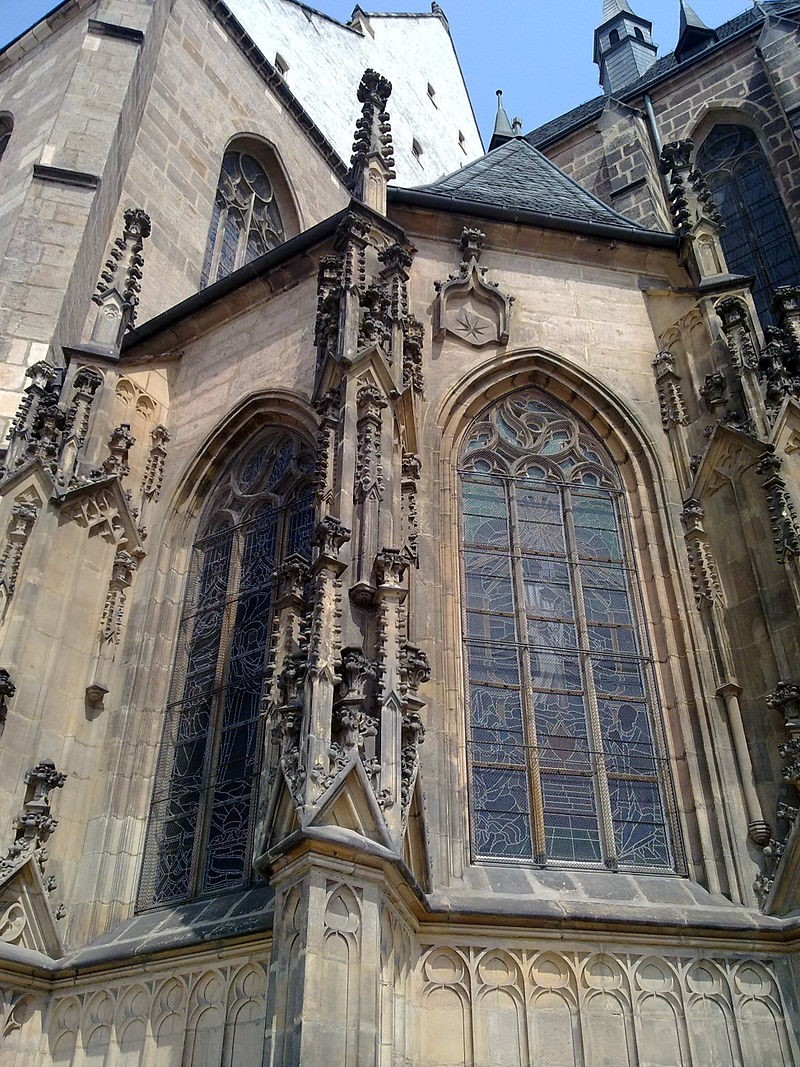
قمة كنيسة شترنبيرغ
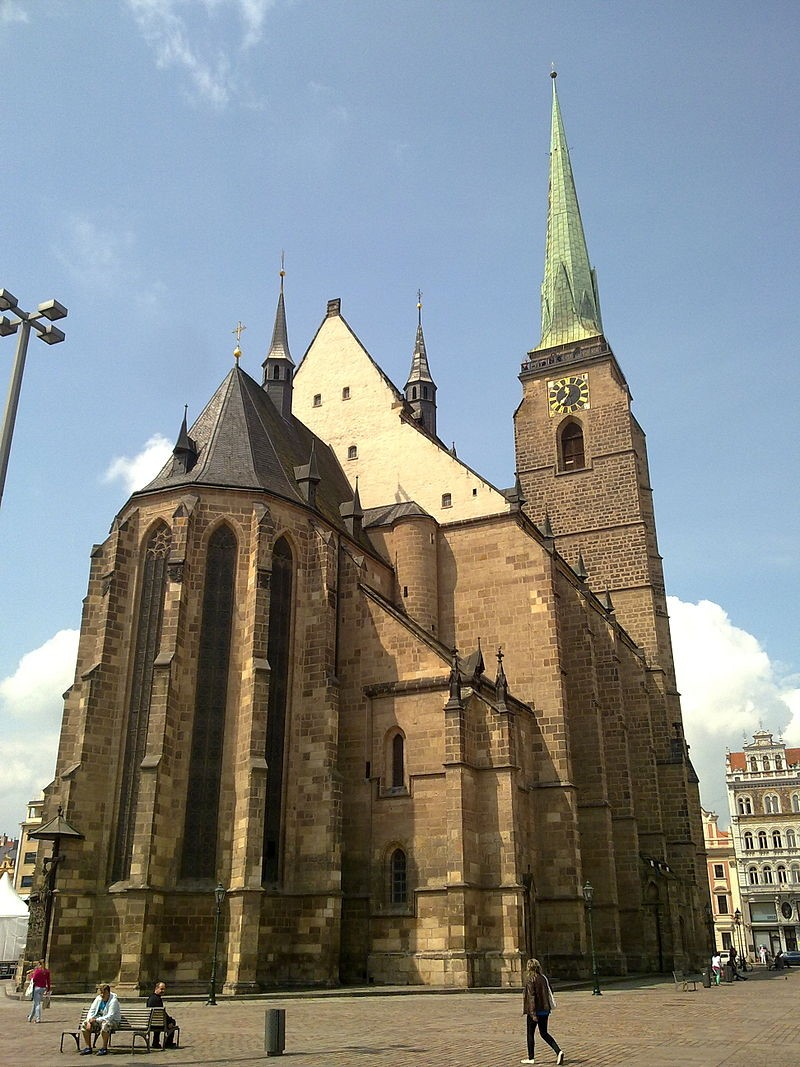
الواجهة الشرقية للكنيسة
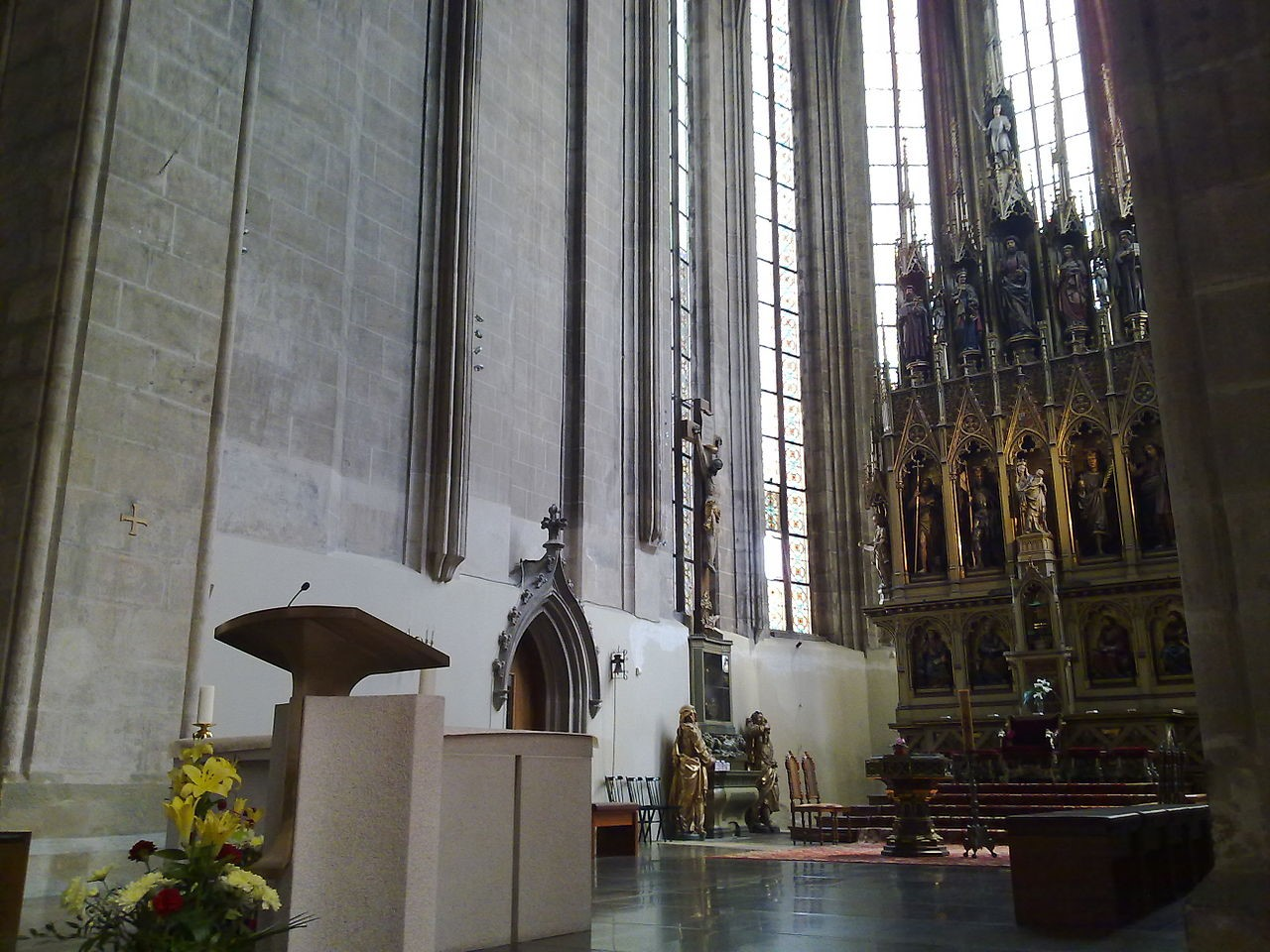
الهيكل
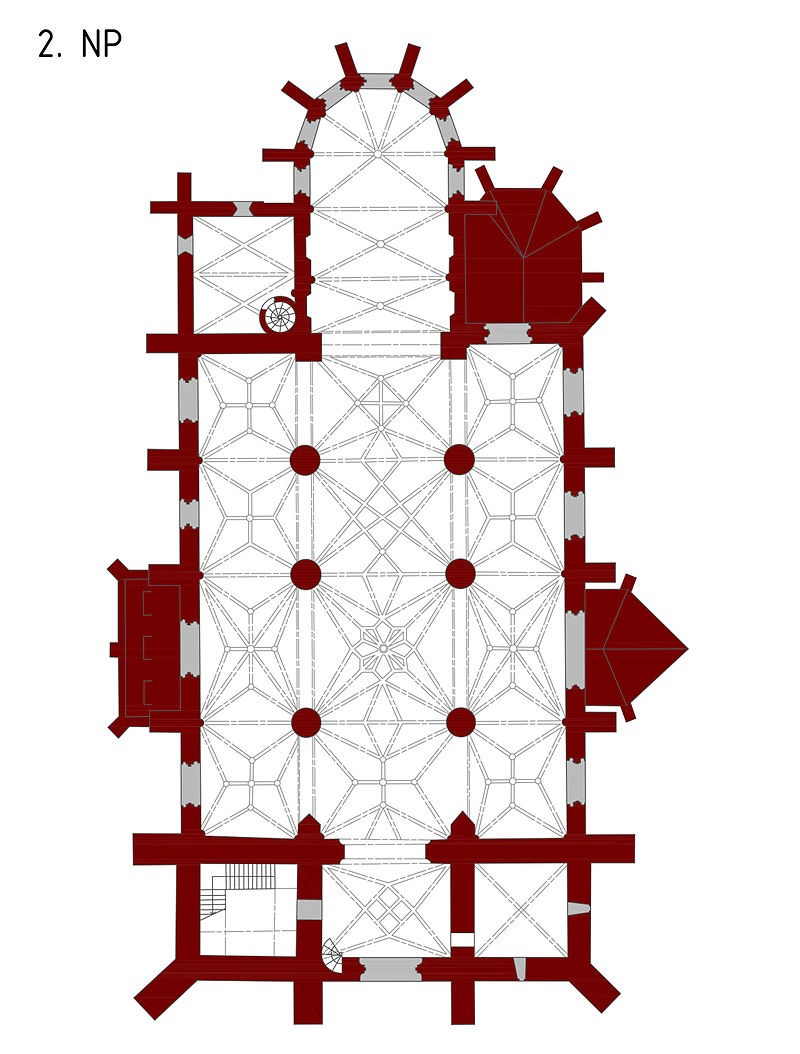
المخطط الأرضي
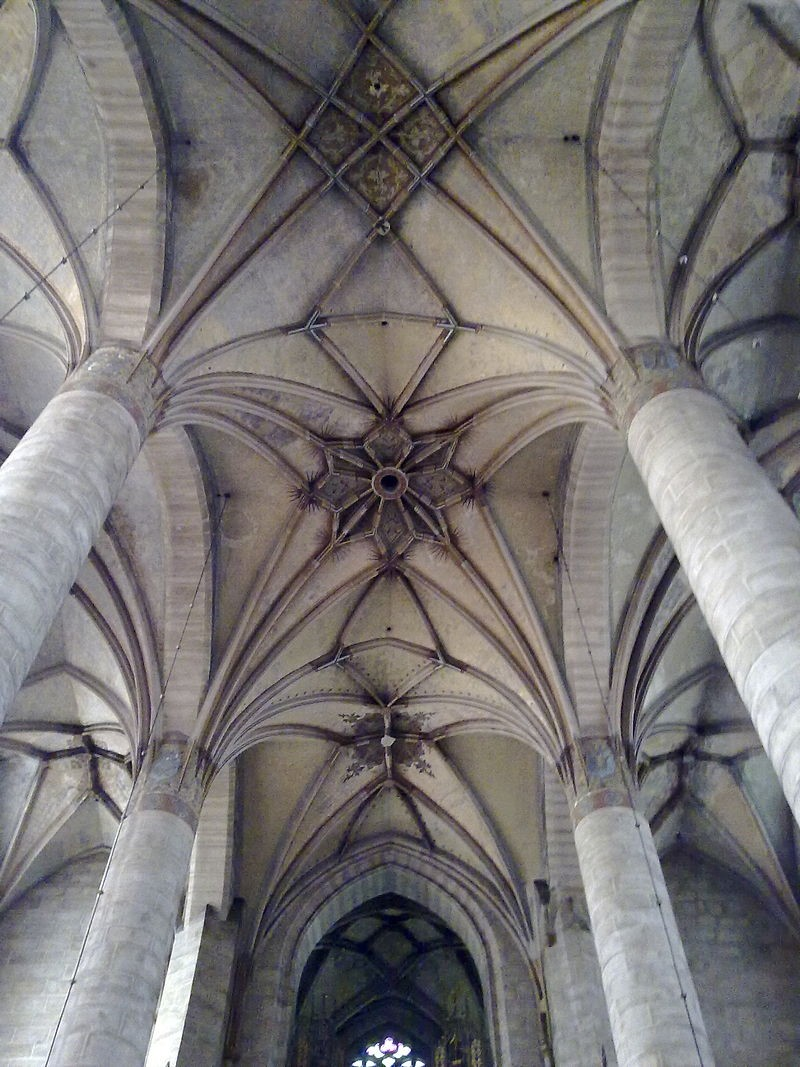
القبو الرئيسي للصحن
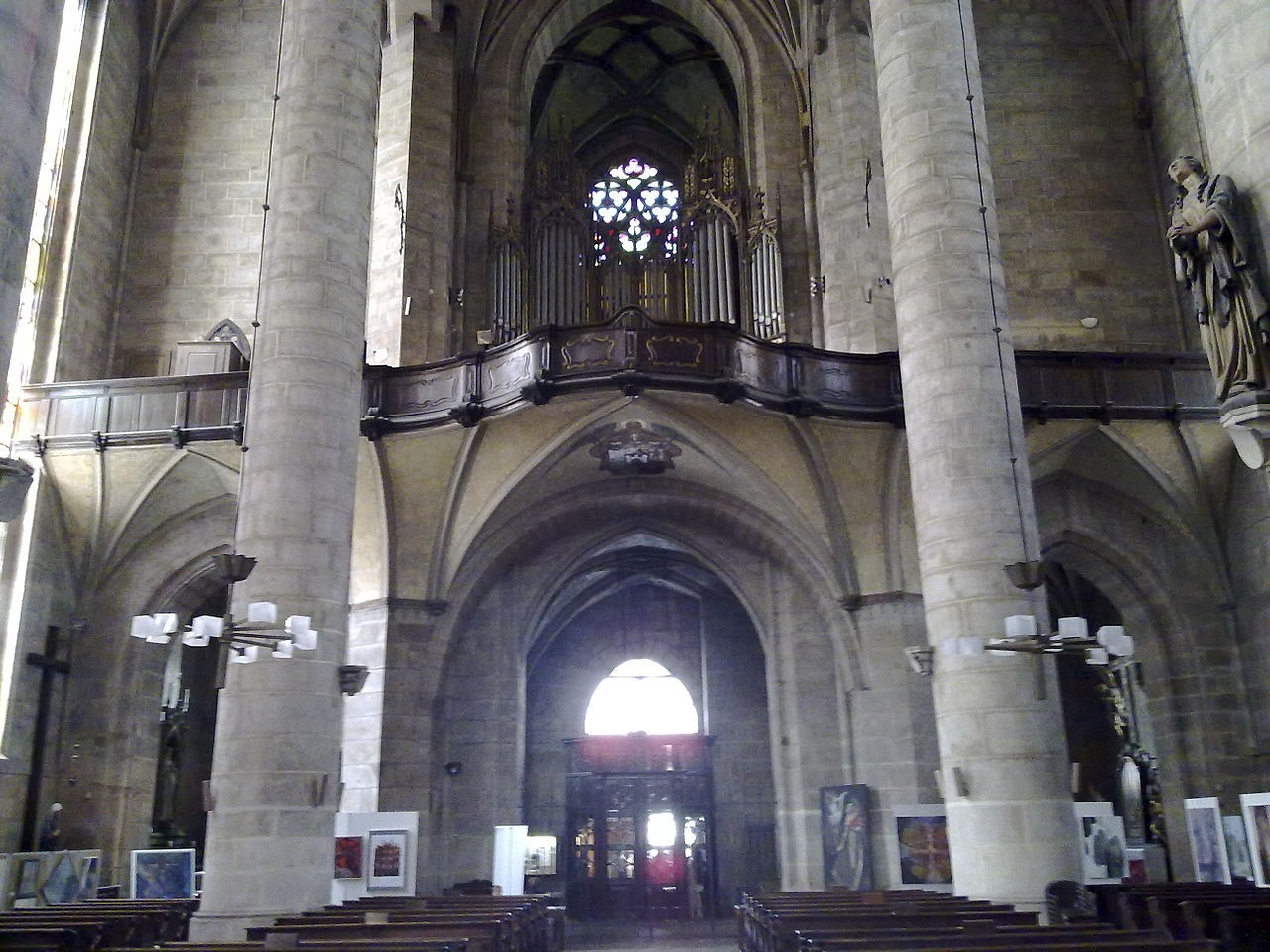
جوقة الكنيسة
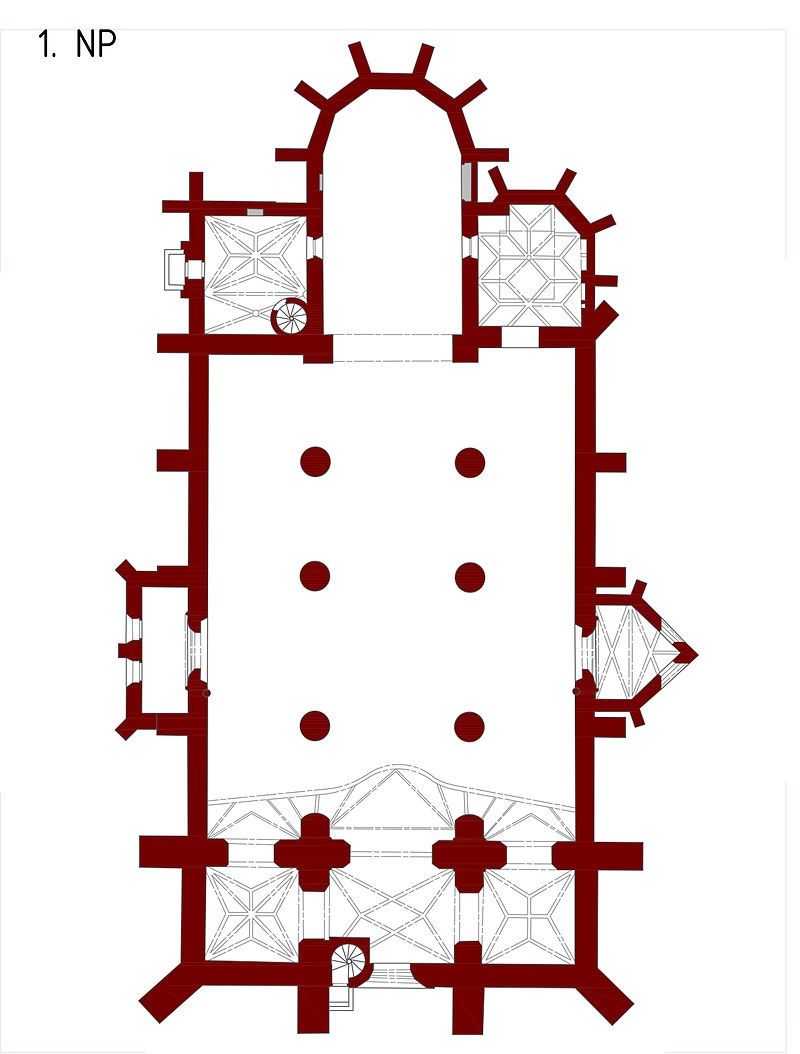
المخطط الأرضي الثاني
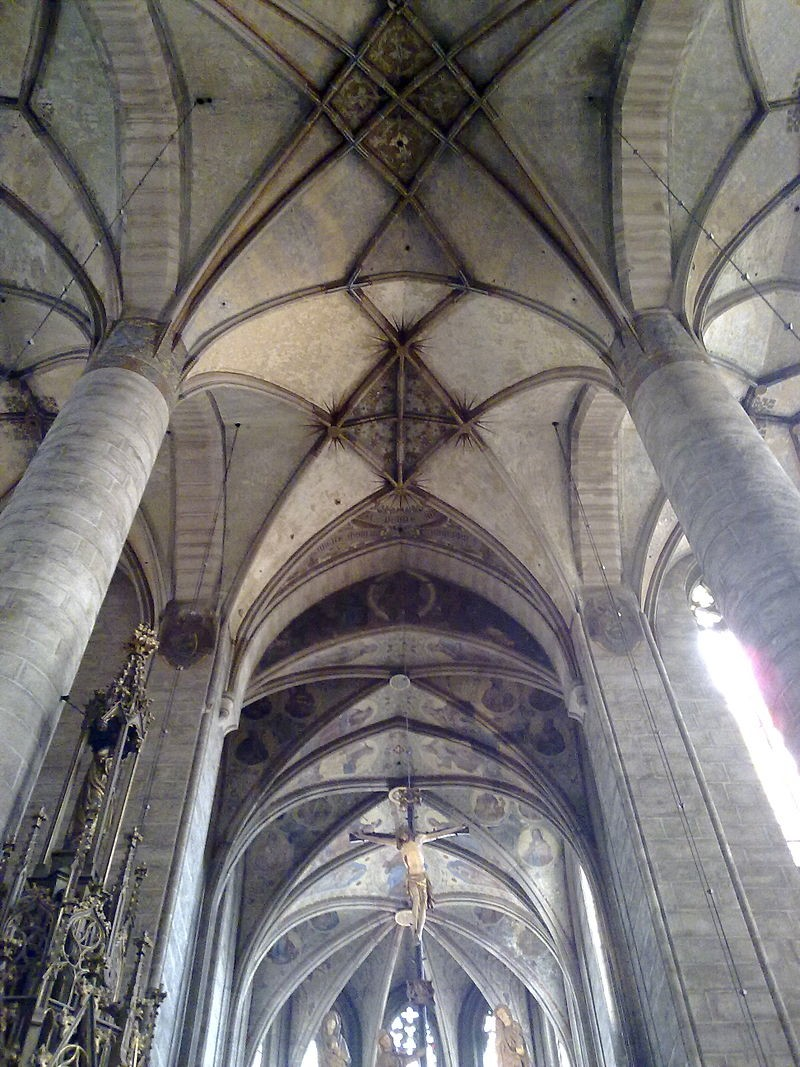
قبو الهيكل